# ASML
ASML Holding N.V. (обикновено съкращавано до ASML, първоначално означаващо Advanced Semiconductor Materials Lithography) е нидерландска компания, най-големият производител на литографско оборудване за микроелектронната индустрия, необходимо включително за производството на големи интегрални схеми (с голяма степен на интеграция), чипове памет, флашпамети, микропроцесори.
Централният офис се намира във Велдховен (европейски технологичен регион Brainport Eindhoven), там се намират също изследователските и производствени отдели; в местата за инсталиране на оборудването действат на 60 сервизни центрове в 16 страни.
Компанията, първоначално наречена ASM Lithography, е основана през 1984 г. като джойнт венчър на компаниите Advanced Semiconductor Materials International (ASMI) и Philips. Впоследствие при Philips остава само малка част от акциите на ASML. C пазарна капитализация от 350 млрд. щ.д. (към есента на 2021 г.) компанията попада в горната част на индекса NASDAQ-100.
През 2021 г. Комисията по изкуствен интелект към Агенцията за национална сигурност на САЩ препоръчва на Държавния департамент на САЩ и Министерството на търговията да окажат натиск върху съюзниците да лишат Китай от достъп до технологиите DUV (Deep ultraviolet) и EUV (Extreme ultraviolet lithography), както и свързаните с тях инструменти (през 2021 г. на Китай се падат около 16% от всички продажби на ASML на стойност 2,1 милиарда евро). Забраната за износ на най-модерните системи за Китай е въведена още през 2019 г., а от септември 2023 г. нидерландското правителство въвежда лицензиране за износ на литографски системи. ASML търси възможности за развитие на бизнеса си извън Нидерландия, където местното правителство, по искане на американските власти, му забранява да продава своите литографски системи на Китай.
До края на 2023 г. компанията разработва литография, способна да работи с технологичен процес 2 nm, като започва доставката на тези системи, струващи 300 милиона щатски долара за единица в началото на 2024 г. 6 от 10 такива литографи, които ASML ще произведе за една година, са поръчани от Intel (тя нарича съответните технически процеси 20A и 18A), останалите са закупени от TSMC, Samsung, SK Hynix и Micron. След 2024 г. броят на литографските скенери, подходящи за производството на двунанометрови продукти, произвеждани годишно от ASML, може да се увеличи до 20 броя.